# Heinrich Christoph Knorr von Rosenroth
Heinrich Christoph Knorr von Rosenroth (* 15. Februar 1811 in Friedberg; † 10. August 1853 in Lauterbach oder Gießen) war Kreisrat des Kreises Lauterbach im Großherzogtum Hessen.

## Familie
Seine Eltern waren der Geheime Regierungsrat Carl Knorr (1771–1853) und dessen Frau Ernestine, geborene Hager.
Heinrich Christoph Knorr von Rosenroth heiratete 1844 Anna Katharina Eva Margarethe Knorr von Rosenroth (1824–1879), Tochter des Landrats Ludwig Christian Knorr von Rosenroth (1786–1846).

## Karriere
Heinrich Christoph Knorr von Rosenroth studierte Rechtswissenschaft an der Universität Gießen und schloss das 1833 mit der Promotion zum Dr. jur. ab. 1840 ist er  als Advokat mit einer Zulassung beim Hofgericht Gießen tätig und wechselte 1841 als Sekretär des Kreises Nidda in den Staatsdienst. Im Zuge der Revolution von 1848 im Großherzogtum Hessen wurden die Kreise abgeschafft und durch größere Regierungsbezirke ersetzt. In dieser Struktur war Heinrich Knorr von Rosenroth zunächst ab 1848 Assessor im Regierungsbezirk Nidda, ab 1850 dann beim damals neu eingerichteten Regierungsbezirk Worms. Im Zuge der Reaktion wurde 1852 die Gebietsreform von 1848 wieder rückgängig gemacht und das Großherzogtum komplett in Kreise eingeteilt. Heinrich Knorr von Rosenroth erhielt kommissarisch die Stelle des Kreisrats des neu formierten Kreises Lauterbach. Es war üblich, dass Beamte, die erstmals die Position des Kreisrates übertragen bekamen, diese zunächst kommissarisch erhielten. Nach etwa zwei Jahren wurden sie dann definitiv zum Kreisrat ernannt. Bevor das bei Heinrich Knorr von Rosenroth geschehen konnte, verstarb er jedoch am 10. August 1853.